# Александров, Николай Степанович
Николай Степанович Александров (6 декабря, 1926, с. Ключи, Самарская губерния — 2 декабря 2011, Саратов) — советский партийный и государственный деятель, председатель исполнительного комитета Саратовского областного Совета народных депутатов (1971—1989).

## Биография
Родился в крестьянской семье. В 1949 г. окончил Куйбышевский индустриальный институт.
- 1949—1960 гг. — на заводе им. Ф. Э. Дзержинского в г. Балаково Саратовской области: технолог цеха, мастер отдела технического контроля, начальник ремонтно-механического цеха,
- 1952—1971 гг. — главный технолог завода, работал на выборных партийных должностях парткомов завода имени Ф. Э. Дзержинского, Балаковского комбината химического волокна и Балаковского горкома КПСС.
- 1971—1989 гг. — председатель Саратовского областного исполнительного комитета.

Избирался депутатом (от Саратовской области) Верховного Совета РСФСР 8-го (1971—1975) и 9-го (1975—1980) созывов; был делегатом XXIII, XXIV, XXV, XXVI, XXVII съездов КПСС, делегатом 19 Всесоюзной партийной конференции.

## Награды и звания
- орден Ленина
- орден Октябрьской Революции
- два ордена Трудового Красного Знамени
- орден Дружбы народов
- медаль «За доблестный труд в Великой Отечественной войне 1941—1945 гг.»
- медаль «За доблестный труд. В ознаменование 100-летия со дня рождения В. И. Ленина»
- медаль «Ветеран труда»
- медаль ордена «За заслуги перед Отечеством» II степени
- звание «Почётный гражданин Саратовской области» (1998).

## Память
На фасаде дома № 57 по ул. Вольской (Саратов), где жил Н. С. Александров, в 2012 г. установлена мемориальная доска.